# Hans Scharoun
Bernhard Hans Henry Scharoun (Bremen, 20 september 1893 - West-Berlijn, 25 november 1972) was een West-Duitse architect die zich bezighield met organische architectuur. Zijn meest bekende creatie is de Philharmonie, het concertgebouw van de Berliner Philharmoniker. In 1970 werd hij onderscheiden met een Erasmusprijs. Ook ontwierp Scharoun appartementengebouwen in de buurt Großsiedlung Siemensstadt in de Berlijnse wijk Charlottenburg-Nord. Deze woonbuurt is UNESCO -wereldcultuurerfgoed.

## Galerij

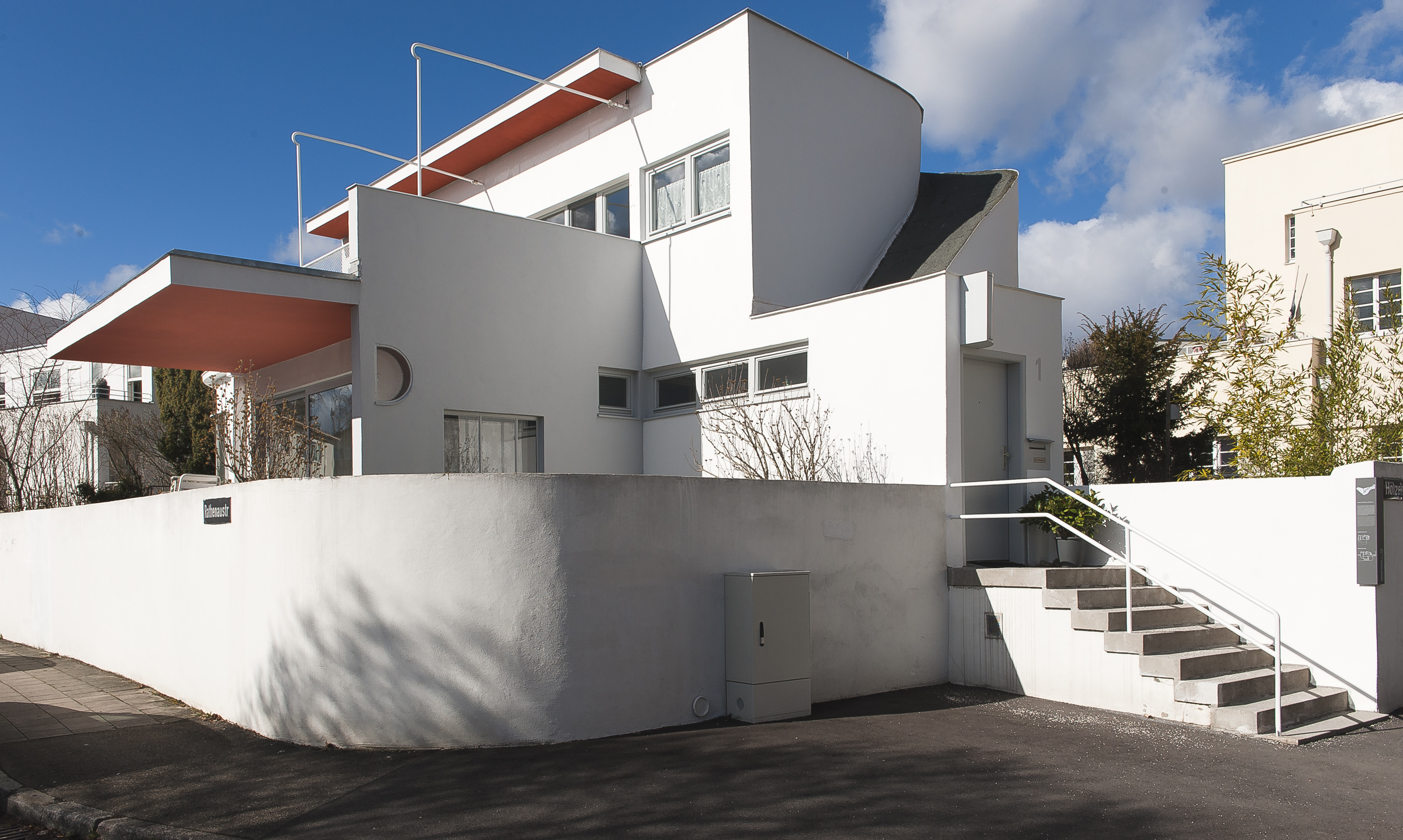
Een door Scharoun ontworpen huis in de Weißenhofsiedlung in Stuttgart
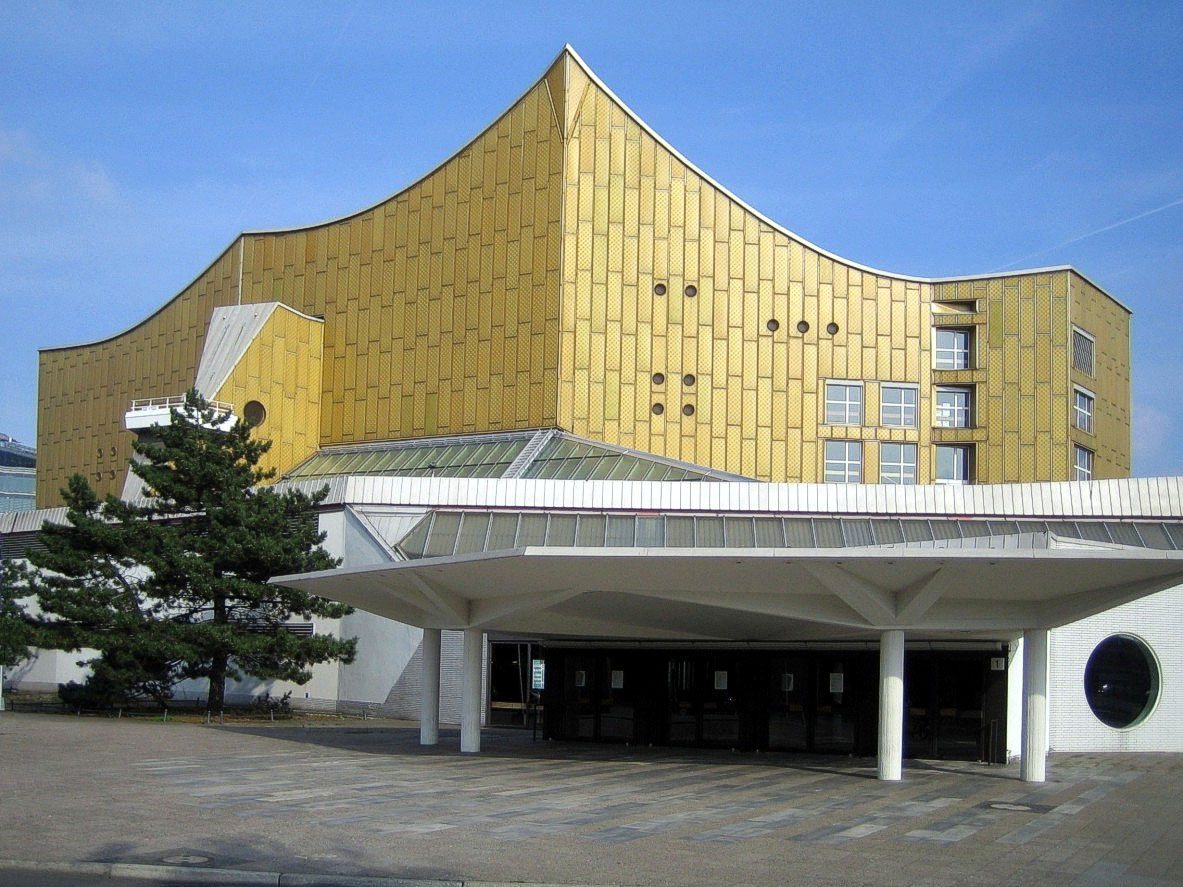
De Philharmonie in Berlijn
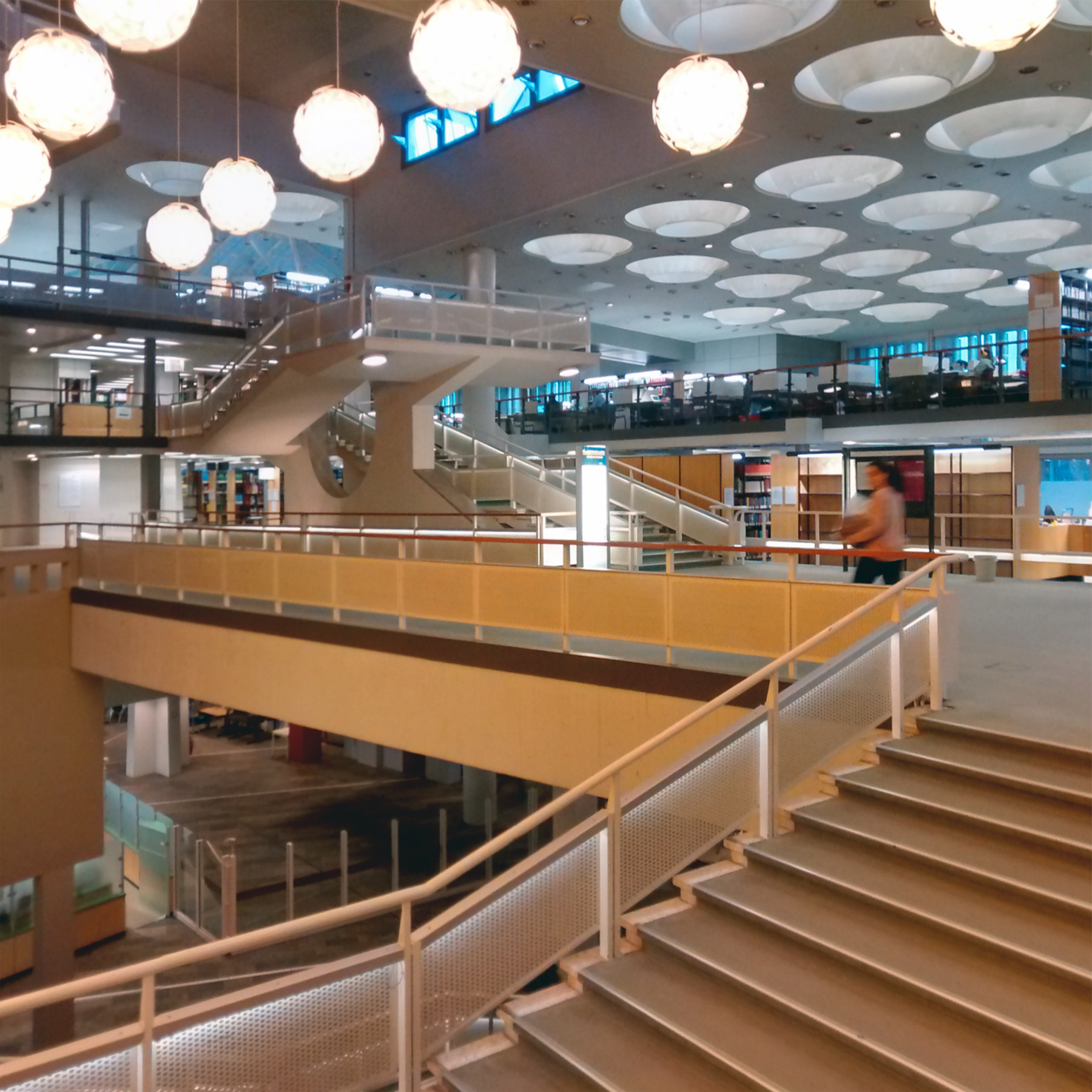
Interieur van de staatsbibliotheek in Berlijn
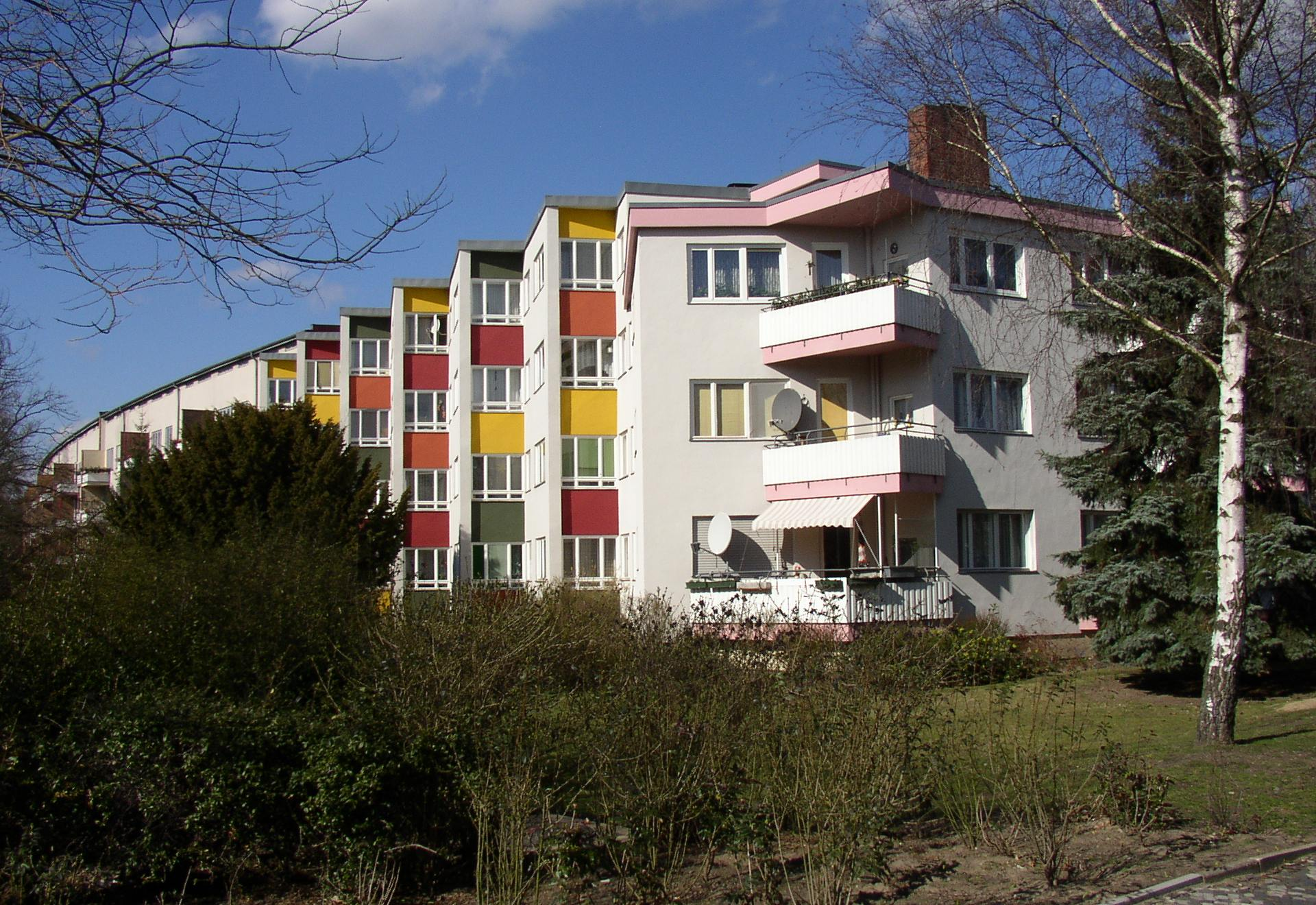
Berlijn, Großsiedlung Siemensstadt: Oostelijk afsluitend gebouw, (1956), ontwerp Hans Scharoun
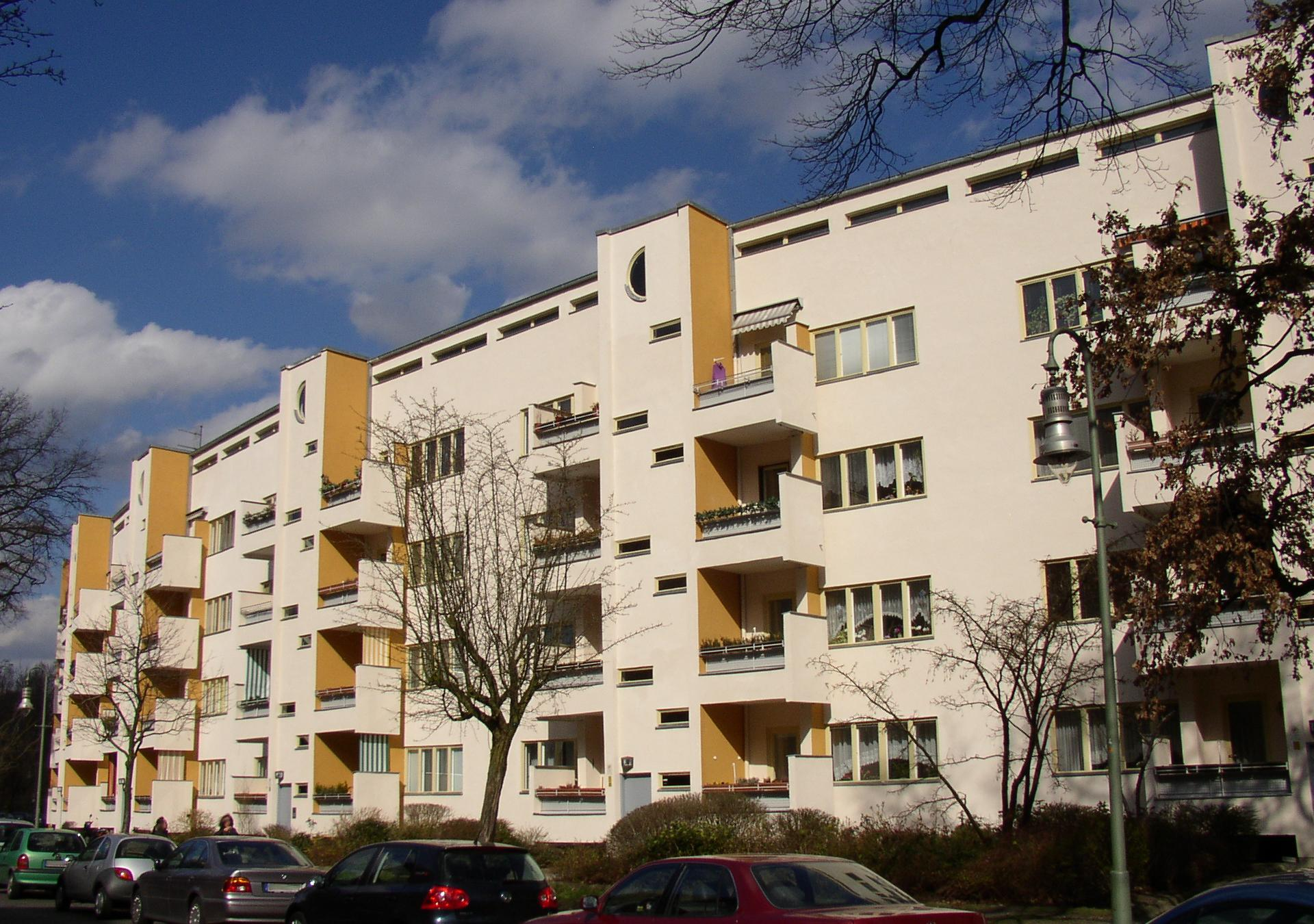
Ibidem, in de Mäckeritzstraße, ontwerp Hans Scharoun
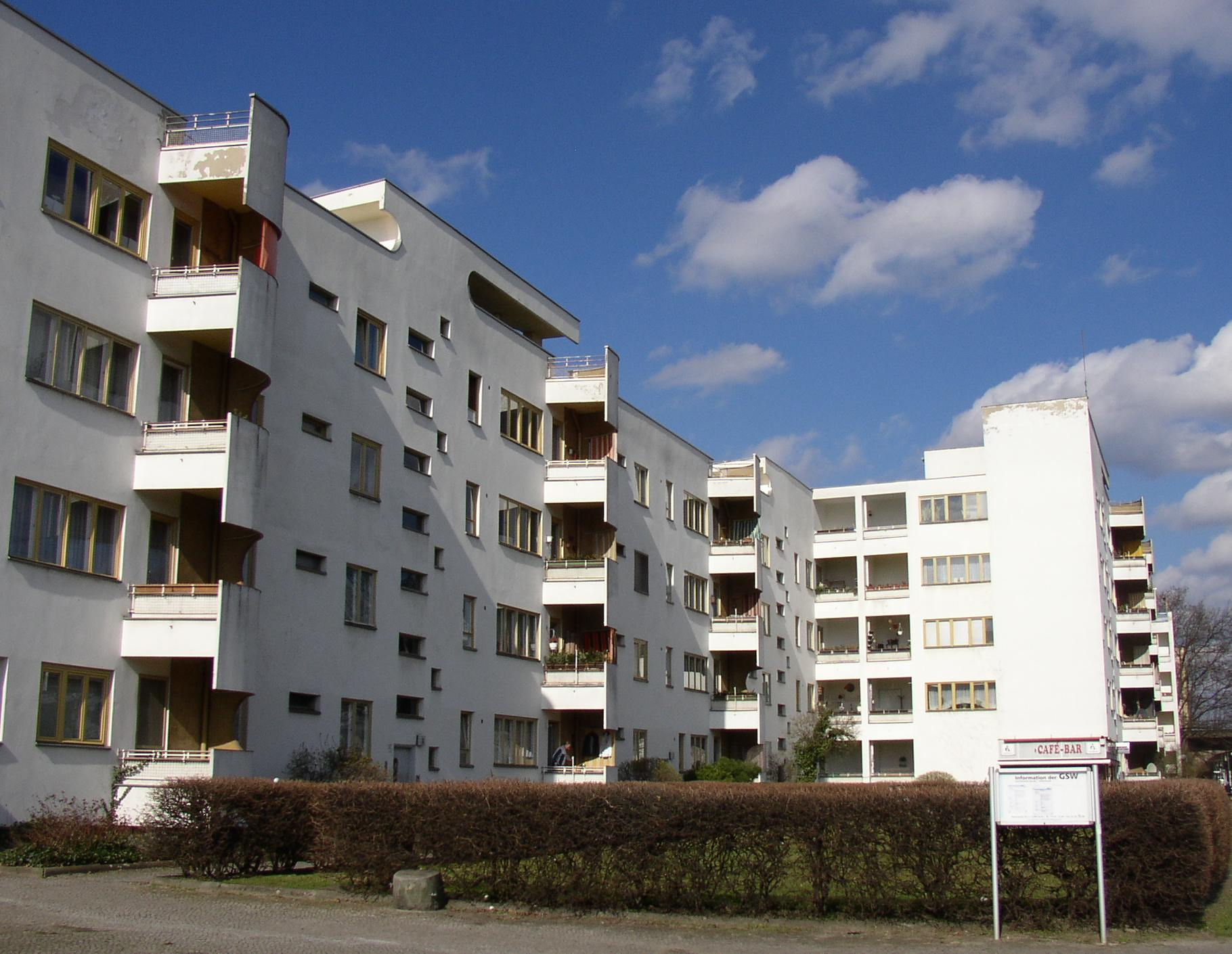
Ibidem, flat uit plm. 1956 , net over de wijkgrens met Spandau, met de bijnaam Panzerkreuzer, ontwerp Hans Scharoun

- Bibsys: 90160818
- Biblioteca Nacional de España: XX4870997
- Bibliothèque nationale de France: cb12569005f (data)
- Catàleg d'autoritats de noms i títols de Catalunya: 981058510650306706
- Gemeinsame Normdatei: 118606565
- International Standard Name Identifier: 0000 0001 1029 6034
- KulturNav: 1cc5fd52-0cf9-4a75-9fcd-2d27801aa8b7
- Library of Congress Control Number: n82256430
- Nationale Bibliotheek van Letland: 000223379
- Bibliotheek van het Japanse parlement: 00455483
- Nationale Bibliotheek van Tsjechië: xx0013967
- Nationale bibliotheek van Australië: 35214084
- Nationale Bibliotheek van Israël: 987007574501205171
- Nationale Bibliotheek van Polen: a0000002839856
- Nederlandse Thesaurus van Auteursnamen: 071188509
- RKD-Nederlands Instituut voor Kunstgeschiedenis: 221883
- LIBRIS: 322615
- SNAC: w66h4prh
- Système universitaire de documentation: 034998764
- Trove: 868202
- Union List of Artist Names: 500003501
- Virtual International Authority File: 74645781
- WorldCat: E39PBJcKMBgDrqmGqFWg7h9FKd